# Lista Finów w polskiej lidze żużlowej
Lista zawodników z Finlandii występujących w lidze żużlowej w Polsce.
Uwaga! Niektórzy z zawodników mimo podpisanych umów nie wystąpili w żadnym oficjalnym meczu ligowym swoich drużyn.
(nazwiska w kolejności alfabetycznej)
| Nazwisko                    | Klub                         | Rok       |
| --------------------------- | ---------------------------- | --------- |
| Tero Aarnio, ur. 1984       | Wanda Kraków                 | 2019      |
| Tero Aarnio, ur. 1984       | PSŻ Poznań                   | 2021      |
| Tero Aarnio, ur. 1984       | Unia Tarnów                  | 2022      |
|                             |                              |           |
| Juha Hautamäki, ur. 1982    | Kolejarz Opole               | 2008      |
|                             |                              |           |
| Joonas Kylmäkorpi, ur. 1980 | Pergo Gorzów Wielkopolski    | 1999      |
| Joonas Kylmäkorpi, ur. 1980 | Włókniarz Częstochowa        | 2000      |
| Joonas Kylmäkorpi, ur. 1980 | Iskra Ostrów Wielkopolski    | 2001      |
| Joonas Kylmäkorpi, ur. 1980 | Unia Leszno                  | 2003      |
| Joonas Kylmäkorpi, ur. 1980 | TŻ Lublin                    | 2005      |
| Joonas Kylmäkorpi, ur. 1980 | Stal Gorzów Wielkopolski     | 2006-2007 |
| Joonas Kylmäkorpi, ur. 1980 | KM Ostrów Wielkopolski       | 2008      |
| Joonas Kylmäkorpi, ur. 1980 | Wybrzeże Gdańsk              | 2009      |
| Joonas Kylmäkorpi, ur. 1980 | RKM ROW Rybnik               | 2010      |
| Joonas Kylmäkorpi, ur. 1980 | SK Lokomotīve Dyneburg       | 2011      |
| Joonas Kylmäkorpi, ur. 1980 | ZKS Stal PGE Marma Rzeszów   | 2012      |
|                             |                              |           |
| Teemu Lahti, ur. 1988       | KMŻ Lublin                   | 2009      |
| Teemu Lahti, ur. 1988       | ZKS Stal PGE Marma Rzeszów   | 2012      |
|                             |                              |           |
| Timo Lahti, ur. 1992        | Orzeł Łódź                   | 2011      |
| Timo Lahti, ur. 1992        | Stal Rzeszów                 | 2012      |
| Timo Lahti, ur. 1992        | Wanda Kraków                 | 2013      |
| Timo Lahti, ur. 1992        | ŻKS Ostrovia                 | 2014      |
| Timo Lahti, ur. 1992        | Motor Lublin                 | 2015      |
| Timo Lahti, ur. 1992        | Orzeł Łódź                   | 2016      |
| Timo Lahti, ur. 1992        | SK Lokomotīve Dyneburg       | 2017-2019 |
| Timo Lahti, ur. 1992        | Start Gniezno                | 2020-2021 |
| Timo Lahti, ur. 1992        | Orzeł Łódź                   | 2022-2023 |
| Timo Lahti, ur. 1992        | Wybrzeże Gdańsk              | 2022      |
| Timo Lahti, ur. 1992        | Unia Tarnów                  | 2024-2025 |
|                             |                              |           |
| Kai Laukkanen, ur. 1975     | Polonia Piła                 | 1999-2000 |
| Kai Laukkanen, ur. 1975     | Wybrzeże Gdańsk              | 2001      |
| Kai Laukkanen, ur. 1975     | Start Gniezno                | 2002      |
| Kai Laukkanen, ur. 1975     | Wybrzeże Gdańsk              | 2003      |
| Kai Laukkanen, ur. 1975     | ZKŻ Zielona Góra             | 2006      |
| Kai Laukkanen, ur. 1975     | Start Gniezno                | 2007      |
|                             |                              |           |
| Jari Mäkinen, ur. 1990      | Stal Gorzów Wielkopolski     | 2008-2009 |
| Jari Mäkinen, ur. 1990      | Ostrovia Ostrów Wielkopolski | 2010      |
|                             |                              |           |
| Juha Moksunen, ur. 1967     | Wybrzeże Gdańsk              | 1991-1992 |
|                             |                              |           |
| Kai Niemi, ur. 1955         | Unia Tarnów                  | 1992      |
|                             |                              |           |
| Kauko Nieminen, ur. 1980    | TŻ Lublin                    | 2007      |
| Kauko Nieminen, ur. 1980    | PSŻ Poznań                   | 2008      |
| Kauko Nieminen, ur. 1980    | Speedway Polonia Piła        | 2009      |
| Kauko Nieminen, ur. 1980    | KMŻ Lublin                   | 2010      |
|                             |                              |           |
| Timi Salonen ur. 2001       | Stal Gorzów Wielkopolski     | 2022      |
| Timi Salonen ur. 2001       | Stal Rzeszów                 | 2022      |
|                             |                              |           |
| Olli Tyrväinen ur. 1960     | Stal Gorzów Wielkopolski     | 1991      |
|                             |                              |           |
| Vesa Ylinen ur. 1965        | Apator Toruń                 | 1991      |
|                             |                              |           |
| Antti Vuolas ur. 1999       | Motor Lublin                 | 2023      |
| Antti Vuolas ur. 1999       | Stal Rzeszów                 | 2023      |